# Karakul (Tadjikistan)
|  | Per a altres significats, vegeu «Karakol». |

Karakul, Qarokul (en kirguís: «llac negre», reemplaçant l'antic nom en tadjik, Siob) és un llac de 25 quilòmetres de diàmetre en un cràter d'impacte de 52 quilòmetres de diàmetre. Està situat al Parc Nacional Tajik, a les muntanyes del Pamir, al Tadjikistan.

## Cràter d'impacte
Karakul està situat en una depressió circular interpretada com un cràter d'impacte amb un diàmetre de 52 km. El cràter és relativament recent; s'estima que data entre els 25 i els 23 milions d'anys, o, segons altres fonts, originat durant el Pliocè (entre 5,3 i 2,6 milions d'anys). L'Earth Impact Database (EID) també el situa en els darrers 5 milions d'anys, o durant el Pliocè. És més gran que l'impacte d'Eltanin (2.5 Ma), el qual ha estat suggerit com un contributari del refredament i de la formació del casquet glacial a l'hemisferi nord durant el Pliocè.
L'estructura de l'impacte de Karakul va ser identificada, per primer cop, al voltant del 1987, mitjançant uns estudis d'imatges realitzades des de l'espai.

## Descripció del llac
El llac era conegut, anteriorment, com el Llac Victòria, anomenat així en record de la reina Victòria, per part de geògrafs militars i cartògrafs britànics. La majoria dels mapes l'anomenaven així fins a la dècada de 1920, quan es va establir el nom kirguís de Karakul, o Llac negre, en substitució de la nomenclatura britànica, per part dels nous cartògrafs soviètics.
El cràter/llac es troba a una elevació de 3.960 metres sobre el nivell del mar. Una península projectada des de la costa sud i una illa situada prop de la costa nord divideixen el llac en dues conques; una de petita, situada a la zona oriental i relativament poc profunda, amb entre 13 i 19 metres de profunditat; i una de més gran, situada a la zona occidental, amb profunditats entre els 221 i els 230 metres. Es tracta d'un llac endorreic (no té cap sistema de drenatge), i la seva aigua és salabrosa. Hi ha un petit poble amb el mateix nom a la costa oriental del llac.